# فاسيلي سولومين
فاسيلي سولومين (بالروسية: Василий Анатольевич Соломин)‏ (5 يناير 1953 – 28 ديسمبر 1997) هو ملاكم من الاتحاد السوفيتي راحل، مثّل بلاده في الألعاب الأولمبية الصيفية 1976.

## روابط خارجية
فاسيلي سولومين على موقع اللجنة الأولمبية الدولية (الإنجليزية)
- فاسيلي سولومين على موقع أوليمبيديا (الإنجليزية)